# Кермек плосколистный
Керме́к плосколи́стный, или Кермек широколи́стный (лат. Limonium platyphyllum) — вид двудольных растений рода Кермек (Limonium) семейства Свинчатковые (Plumbaginaceae). Впервые описан российским ботаником Игорем Александровичем Линчевским в 1964 году.

## Распространение и среда обитания
Известен из Болгарии, Румынии, России и Украины.
Растёт по берегам рек, на сухих лугах, осыпях и в степях.

## Ботаническое описание
Многолетнее травянистое растение.
Побеги опушённые.
Листья простые, овальной или округлой формы, опушённые, с гладким краем и клиновидным основанием; листорасположение очерёдное.
Соцветие метельчатое или колосовидное, несёт мелкие пятилепестковые цветки фиолетового цвета с синим оттенком.
Плод — коробочка бурого цвета.

## Экология
Ксерофит, мезофит, мезотроф. Светолюбиво.

## Значение
Выращивается как декоративное и техническое растение. Используется в медицине.

## Охранный статус
Занесён в Красные книги Воронежской области, Республики Калмыкия (Россия), Николаевской, Харьковской и Херсонской областей (Украина).

## Синонимы
Синонимичные названия:
- Limonium gerberi Soldano
- Limonium latifolium (Sm.) Kuntze nom. illeg.
- Statice latifolia Sm.
- Taxanthema latifolia (Sm.) Sweet